# Альтар (Сонора)
Альтар (исп. Altar) — малый город в Мексике, штат Сонора, входит в состав одноимённого муниципалитета и является его административным центром. Численность населения, по данным переписи 2020 года, составила 8439 человек.

## Топонимика
Название Altar в дословном переводе с испанского языка — алтарь, жертвенник.

## История
Поселение было основано в 1775 году по указанию капитан-генерала Бернардо де Уррея как пресидио под названием Санта-Гертрудис-де-Альтар, в честь святой Гертруды.
5 сентября 1828 года поселение получило статус вилья и было переименовано в Фигероа, в честь генерала Хосе Фигероа, а 10 сентября 1932 года переименовано в Альтар.